# Azzurro (пісня)
«Azzurro» («Блакить») — пісня італійського співака і кіноактора Адріано Челентано, випущена у 1968 році. Є однією з найпопулярніших пісень Челентано.

## Історія
Пісня «Azzurro» вийшла як сингл у травні 1968 року. Пісня стала однією з найупізнаваніших і найпопулярніших композицій в репертуарі Адріано Челентано, вона вважається своєрідною візитівкою співака. Музику створив Паоло Конте, а текст Віто Паллавічіні. Пісня посіла першу позицію в італійському чарті 1968 року і, з часом, увійшла до рейтингу найкращих пісень Італії усіх часів. Фанати збірної Італії з футболу, яких називають «gli azzurri» (укр. «сині»), обрали «Azzurro» неофіційним гімном на чемпіонаті світу з футболу 2006 року. Текст до «Azzurro», написаний спеціально для Челентано, торкався основних тем пісень співака тих років — від любові, до екології та релігії. Пісню виконували багато інших музикантів й колективів, наприклад: Джанні Моранді, Фіорело, Міна, німецький гурт «Die Toten Hosen» і італійський гурт «Ricchi e Poveri». 
2007-го — в рік смерті Віто Паллавічіні, Челентано в день пам'яті поета згадував його історичний телефонний дзвінок щодо пісні «Azzurro»:
| «„Адріано, мені прийшла в голову божевільна ідея. Нам треба терміново зустрітися, я повинен розповісти тобі про це особисто. Ти не зможеш відмовитися. Ця пісня стане гімном всіх італійців“, — сказав тоді Паллавічині. Так воно і вийшло»[7] |
Платівка з піснею «Azzurro» вийшла у травні накладом у 2 мільйони екземплярів. Сторона «Б» цієї платівки містила ще одну дуже відому пісню Челентано — «Una carezza in un pugno». Крім Італії, «Azzurro» випускалася в Нідерландах, Іспанії, Німеччині, Фінляндії, Австрії і Швеції. Пісня випускалася на одній LP-платівці також з такими композиціями Челентано, як «La Lotta Dell'Amore», «Una Festa Sui Prati» і «Mondo In Mi 7а».
Пісня увійшла до однойменного альбому Челентано «Azzurro», який також вийшов у травні 1968 року. Також пісня входила у безліч збірників співака, наприклад: «Super Best» (1992), «Le Volte Che Celentano E' Stato 1» (2003), «Unicamente Celentano» (2006), «…Adriano» (2013) й інші. «Azzurro» стала обов'язковою частиною виступів Челентано на телебаченні і концертах. Вона виконувалася на передачах «Fantastico 8», «Francamente me ne infischio» (1999), «125 milioni di caz..te» (2001), «Рок-політик» (2005); під час європейського турне 1994 року; на концертах у Москві 1987 року і «Rock Economy» (2012).

## Трек-лист
| #  | Назва               | Автор слів       | Автор музики               | Тривалість |
| -- | ------------------- | ---------------- | -------------------------- | ---------- |
| 1. | «Azzurro» (Блакить) | Віто Паллавічіні | Паоло Конте, Мікеле Вірано | 3:42       |

## Видання
| Назва                                          | Лейбл                          | Маркування             | Країна     | Рік  |
| ---------------------------------------------- | ------------------------------ | ---------------------- | ---------- | ---- |
| Azzurro/Una Carezza In Un Pugno (7", Single)   | Clan Celentano, Clan Celentano | ACC.24080, ACC 24080   | Італія     | 1968 |
| Azzurro/Una Carezza In Un Pugno (7", Jukebox)  | Clan Celentano                 | ACC.24084              | Італія     | 1968 |
| Azzurro/Una Carezza In Un Pugno (7", Single)   | Park                           | BP 1015                | Нідерланди | 1969 |
| Azzurro/Una Carezza In Un Pugno (7", Single)   | Clan Celentano, Sayton         | ST-10                  | Іспанія    | 1969 |
| Azzurro/Una Carezza In Un Pugno (7", Single)   | Sonet                          | T 6533                 | Фінляндія  | ?    |
| La Lotta Dell'Amore/Azzurro (7", Single, Mono) | Ariola                         | 14 077 AT              | Німеччина  | 1968 |
| La Lotta Dell'Amore/Azzurro (7", Single, Mono) | Ariola                         | 14 077 AT              | Австрія    | 1968 |
| La Lotta Dell'Amore/Azzurro (7", Single, Mono) | Ariola                         | 14 077 AT              | Австрія    | 1968 |
| Azzurro/Una Festa Sui Prati (7", Single)       | Gazell                         | C-235                  | Швеція     | 1969 |
| Azzurro/Una Festa Sui Prati (7", Single)       | Ariola, Ariola                 | 100 498, 100 498-100   | Німеччина  | 1979 |
| Azzurro/Una Festa Sui Prati (7", Single, RE)   | Ariola, Ariola                 | 103 010, 103 010 - 100 | Німеччина  | 1981 |
| Mondo In Mi 7а/Azzurro (12", S/Sided, Promo)   | BMG                            | 74321 50151 1          | Німеччина  | 1997 |

## Українська кавер-версія
- У 2016 році в інтернеті з'явилася пісня про Степана Бандеру, присвячена 107-річчю з дня його народження, виконана в стилі пісні «Azzurro», яка згодом набрала велику популярність в мережі.[9][10]

## Джерело
1. ↑  Итальянские песни: самые знаменитые, лучшие хиты всех времен. penisola.org. Архів оригіналу за 12 жовтня 2016. Процитовано 11 жовтня 2016. (рос.)
2. ↑  Песня шлягер Adriano Celentano «Azzurro». pesnia-perevod.ru. Архів оригіналу за 12 жовтня 2016. Процитовано 11 жовтня 2016. [Архівовано 2016-10-12 у Wayback Machine.] (рос.)
3. ↑  I singoli più venduti del 1968. hitparadeitalia.it. Архів оригіналу за 4 березня 2016. Процитовано 11 жовтня 2016. (італ.)
4. ↑  All Time Chart (1 - 100). hitparadeitalia.it. Архів оригіналу за 29 грудня 2005. Процитовано 16 жовтня 2016. (італ.)
5. ↑  Биография Челентано. italia-ru.com. 2008. Архів оригіналу за 25 червня 2012. Процитовано 22 жовтня 2014. (рос.)
6. 1 2  Адриано Челентано, биография, переводы песен. danaja.ru. Процитовано 11 жовтня 2016. (рос.)
7. ↑  Умер знаменитый итальянский поэт-песенник Паллавичини. echerniy.kharkov.ua. РИА "Новости". 2007. Архів оригіналу за 20 жовтня 2014. Процитовано 22 жовтня 2014. (рос.)
8. ↑  Diskografie Adriano Celentano. destobesser.com. Архів оригіналу за 27 вересня 2016. Процитовано 25 вересня 2016. (нім.)
9. ↑  Мережу підірвав іронічний трек про Бандеру та окупаційну війну на Донбасі [Архівовано 24 травня 2020 у Wayback Machine.] 24tv.ua Процитовано 24 квітня 2020
10. ↑  У мережі набирає популярність пісня про Бандеру в стилі Челентано [Архівовано 4 січня 2016 у Wayback Machine.] versii.if.ua Процитовано 24 квітня 2020